# Mount Holly (Észak-Karolina)
Mount Holly város az USA Észak-Karolina államában, Gaston megyében. Lakosainak száma 17 703 fő (2020. április 1.).

## Népesség
A település népességének változása:

| 2010 | 13 656 |
| 2020 | 17 703 |